# 西瓜 (映画)
『西瓜』（原題：天邊一朵雲）は、2005年の台湾映画。蔡明亮（ツァイ・ミンリャン）監督作。第18回東京国際映画祭での日本初上映時のタイトルは『浮気雲』。

## 概要
記録的な暑さで水不足となった台湾のとある街を舞台に、ある女性とAV男優の純愛を描いた作品である。監督の過去の作品である『ふたつの時、ふたりの時間』の続編的な内容となっている。時折、時代曲を用いたミュージカルシーンが挿入される。過激な性描写が多い（日本ではR-18指定となっている）にもかかわらず、その年の台湾での興行成績が第1位であった。日本から、AV女優の夜桜すももが参加している。
第55回ベルリン国際映画祭のコンペティション部門に出品、銀熊賞の一つに当たる芸術貢献賞に輝いた。第78回アカデミー賞の外国語映画賞台湾代表作となっている。

## キャスト
- チェン・シャンチー
- リー・カンション
- ルー・イーチン
- ヤン・クイメイ
- 夜桜すもも